# 哈佛大学图书馆

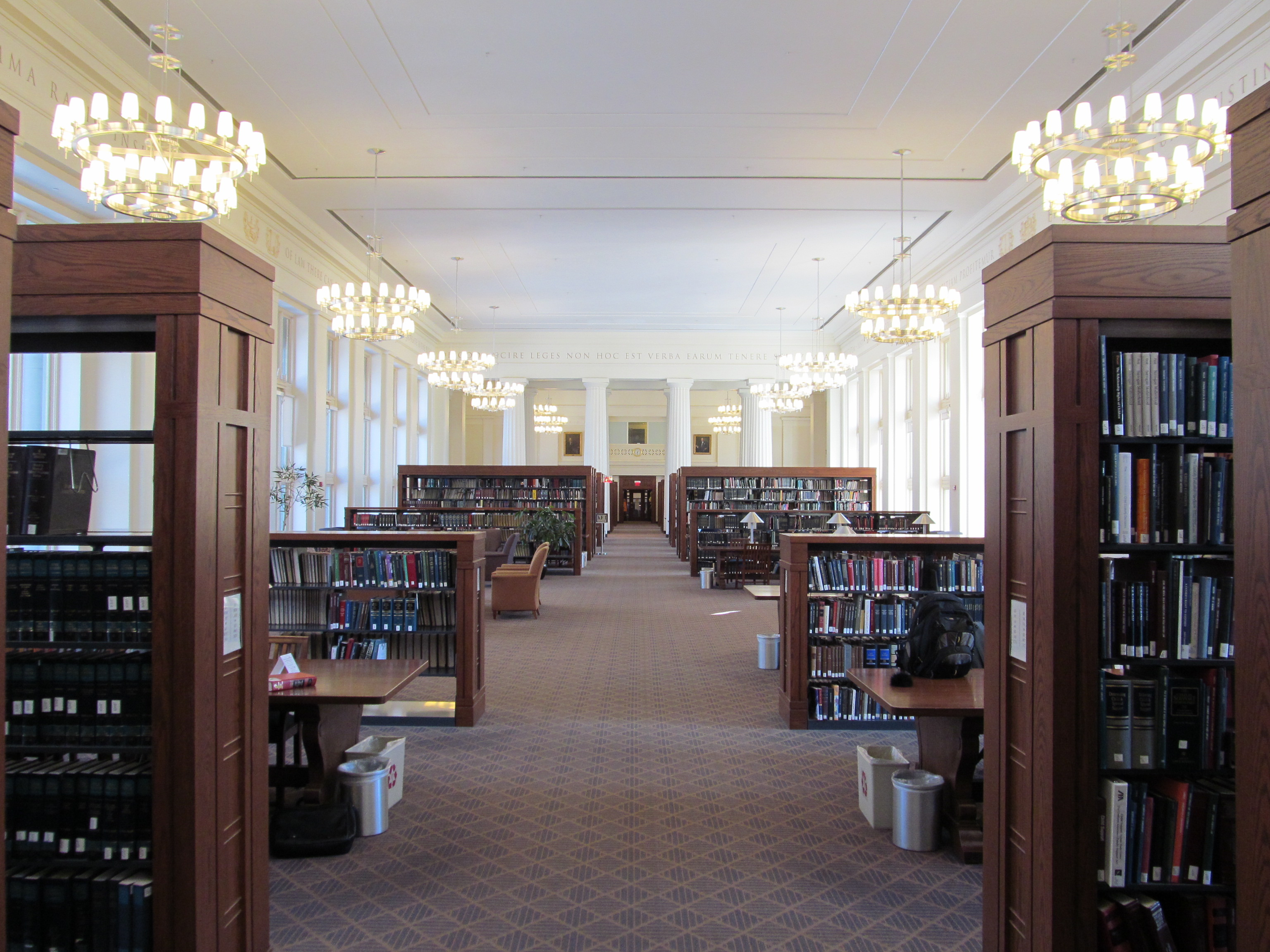
哈佛法學院圖書館閱覽室

哈佛大學圖書館（英語：Harvard University Library）是哈佛大學圖書館及其共用服務（例如使用、保存、數字基礎、數字成像和探索服務）的集合組織，已有近 4百年的歷史，是美國最具歷史的圖書館系統。整體系統藏書近 2千萬冊，手稿 4 億件，照片 1千萬張，地圖 1百萬張。 該圖書館也是全球最大的大學圖書館、 學術圖書館及私人圖書館。如果以館藏數量計算，它是美國第三大圖書館，僅次於美國國會圖書館和波士頓公共圖書館。
哈佛圖書館對目前所有的哈佛附屬機構所屬人員開放，一些活動空間則對公眾開放。此外，哈佛大學圖書館也與哥倫比亞大學圖書館、普林斯頓大學圖書館及紐約公共圖書館以及 Ivy Plus 圖書館進行聯盟，成為研究收藏和保護聯盟 (ReCAP) 的一部分，為圖書館用戶提供超過 9千萬本書的服務。 
哈佛大學最大、最有名氣的圖書館是魏德納圖書館。魏德納圖書館坐落于馬塞諸塞州坎布裡奇的哈佛園區，隸屬於哈佛學院 (Harvard College) 圖書館系統。

## 歷史
哈佛大学图书馆始建于1638年,成立之初，哈佛圖書館受益於知名人士的捐贈，約翰·哈佛是其中之一，約翰·哈佛是清教徒牧師，將他所持有的400 本書留給哈佛大學，開啟該大學圖書館的最早收藏。
1764 年 1 月 24 日，一場大火幾乎燒毀哈佛的所有書籍和科學儀器，當時外借出的書籍是唯有剩下的館藏。學院的友人提供書籍和金錢捐贈，用以交換哈佛圖書館的收藏品。一個英國人托馬斯霍利斯五世（Thomas Hollis V）捐贈大學圖書館數千本特別挑選的書籍，其後並定期送書，直到他在1774 年去世，臨終前他遺贈 500 英鎊基金用於購買書籍。其善舉成為哈佛第一個受贈的圖書基金，現今哈佛圖書館的線上目錄 HOLLIS ，即是以他命名。
在之后的一个多世纪，哈佛图书馆逐步發展成为美国最大的图书馆，圖書館的位置也隨著時間而改變，最初是在舊學院的大樓裡，1676 年搬到哈佛大廳，但在 1764 年大樓火災几乎燒毀所有图书。之後新的哈佛大廳 (Harvard Hall)建成，並收集1萬5千本書以成為新的大學圖書館。 隨著時間的推移，哈佛大廳的藏書空間已經有限，圖書館於 1841 年搬到戈爾大廳(Gore Hall)。但隨著時間前進，戈爾大廳也不再適合收藏大量書籍，1912 年將書籍搬到其他可藏書的地方。大約從這時開始，圖書館也發散擴展到許多大學建築物之中，其中有些圖書館開始收藏專門主題的書籍。
2012 年 8 月 1 日，新的哈佛圖書館組織開始運作，旨在改善哈佛學院 73 個圖書館碎片化的現狀，並促成全校圖書資源更加緊密合作。所有圖書館中出現的功能—使用服務、技術服務和保存服務—都加以整合連貫。新結構的規劃是根據大學圖書館工作小組和圖書館執行工作小組的建議而制定，目標是讓圖書館服務能更加配合使用者的需求。 至今，哈佛圖書館的一些書籍已列入Google圖書合作夥伴計劃（Google Books Library Project）之中，陸續轉為數位化圖書。
2017年8月1日，哈佛燕京图书馆正式宣布，馆藏的4200部/53000卷中文善本特藏数字化工程已全部完成，网民可以免费在线浏览、下载。整个数字化项目耗时十年，合作机构包括中国国家图书馆、广西师范大学出版社、中国社会科学院中国地方志指导小组，以及浙江大学CADAL（大学数字图书馆国际合作计划）图书馆等机构。

## 网络传说
中国关于哈佛大学图书馆的都市传说从2008年3月开始散布，当时《读者》杂志刊登了《哈佛图书馆墙上的训言》一文，同年6月《哈佛大学图书馆墙上的训言》一书出版，该书旋即畅销，此后书中20条训言被一些学习机构和报章反复引用以达到励志的目的。该训言在传播过程中亦出现了英文版，但漏洞百出，部分句子甚至没有主语。哈佛大学图书馆官方于2012年12月回应关于这类训言的问题时称哈佛任何墙壁上均无此类“训言”。
此外，“哈佛大学图书馆凌晨4点半的景象”一图亦广为流传，但实际上哈佛图书馆中仅拉蒙特图书馆24小时开放，且考试期间亦很少有人一直复习至凌晨4点半。燕赵都市报认为，这两个传言的产生和流传源于民众对哈佛大学的神化、迷信。

## 圖書館之組成
哈佛圖書館由多個圖書館組成，提供流通、編目和保存等共享服務：
Andover-Harvard 神學圖書館（哈佛神學院）
Arnold Arboretum植物園藝圖書館
Baker 圖書館（哈佛商學院）
Biblioteca Berenson（意大利佛羅倫薩）
Botany圖書館
Cabot 科學圖書館
Countway 圖書館 （哈佛醫學院和公共衛生學院）
Dumbarton Oaks Research 圖書館（華盛頓特區）
Ernst Mayr 圖書館（比較動物學博物館）
Fine Arts 圖書館
Fung 圖書館
Gutman 圖書館（哈佛大學教育研究生院）
Harvard Film 文獻收藏館
Harvard Kennedy School 圖書館暨知識服務
Harvard 法律學院圖書館
Harvard 地圖收藏館
Harvard University 文獻收藏館
Harvard-Yenching （燕京）圖書館
Houghton 圖書館
Lamont 圖書館
Loeb 音樂圖書館
Loeb 設計圖書館（哈佛大學設計研究生院）
Robbins 圖書館 of Philosophy
Schlesinger 哲學圖書館 
Tozzer 圖書館
Widener 圖書館
Wolbach 圖書館